# Smithfield (Pennsylvania)
Smithfield is een plaats (borough) in de Amerikaanse staat Pennsylvania, en valt bestuurlijk gezien onder Fayette County.

## Demografie
Bij de volkstelling in 2000 werd het aantal inwoners vastgesteld op 854.
In 2006 is het aantal inwoners door het United States Census Bureau geschat op 817, een daling van 37 (-4,3%).

## Geografie
Volgens het United States Census Bureau beslaat de plaats een oppervlakte van
1,8 km², geheel bestaande uit land. Smithfield ligt op ongeveer 330 m boven zeeniveau.

## Plaatsen in de nabije omgeving
De onderstaande figuur toont nabijgelegen plaatsen in een straal van 12 km rond Smithfield.